# Campeonato Francés de Fútbol (USFSA) 1905
El Campeonato Francés de Fútbol 1905 fue la 12.ª edición de dicho campeonato, organizado por la Union des sociétés françaises de sports athlétiques (USFSA). El campeón fue el Gallia Club Paris.

## Torneo

### Primera ronda
- FC Nice 3-5 Olympique de Marsella

### Segunda ronda
- Olympique de Marsella - FC Lyon
- Stade Olympien des Étudiants Toulousains - Stade Bordelais (forfeit del Bordelais)
- Union Sportive Servannaise 4-1 Association Sportive de Trouville-Deauville
- Sport Athlétique Sézannais - Cercle Sportif du Stade Lorrain (forfeit del CSSL)

### Cuartos de final
- Gallia Club Paris 3-1 Union sportive Servannaise
- Le Havre AC 1-2 RC Roubaix
- Stade Olympique des Étudiants Toulousains 0-5 Olympique de Marsella
- Amiens AC - Sport Athlétique Sézannais (forfeit del Sézannais)

### Semifinales
- Stade Olympique des Étudiants Toulousains 0-5 Gallia Club Paris
- RC Roubaix 5-1 Amiens AC

### Final
- Gallia Club Paris 1-0 RC Roubaix